# Pilutta-visan
"Pilutta-visan" är en barnvisa med text skriven av Astrid Lindgren och med musik av Bengt Hallberg, vilken publicerades 1991 i Hujedamej och andra visor av Astrid Lindgren. Den var först rent instrumental signaturmelodi till filmen och TV-serien, men under arbetet med musiken skapade Bengt Hallberg en "dumtext" till sången, ordet "pilutta" hade han aldrig hört talas om då.

## Publicerad i
- Hujedamej och andra visor av Astrid Lindgren, 1991
- Barnens svenska sångbok, 1999, under rubriken "Sånger för småfolk".

## Inspelningar
En tidig inspelning gjordes i instrumentalt arrangemang, och gavs ut på skiva 1979. Sången finns också inspelad med Wooffisarna & Lill-Babs, och gavs ut på skivalbumet Wooffisarna & Lill-Babs 1980., samt med Black Ingvars från skivalbumet Sjung och var glad med Black-Ingvars från 1997.